# 使用權
使用權是一法律用詞，在中華民國和中华人民共和国各自的法律中有著不同的意涵：
- 中華民國法律：是所有权的一項權能，雖稱「使用權」，但實際上並非权利，而係權利作用。
  - 舉例而言，在臺灣「使用權住宅」是指權利人僅享有房屋使用權能的一種型態，只能為自己居住使用，不能轉租或轉售，否則就逸脫了使用權的範圍。

- 中华人民共和国法律：使用權即是用益物权，屬物权的一種，權利人享有對物的支配，但不包括處分權。
  - 在中国大陆，土地所有权屬於國家，人民只能取得使用權，而房屋或土地的使用權又稱作產權。使用權的權利內涵包括使用和收益，因此允許出租或出售產權。